# W tonacji Trójki
W tonacji Trójki – audycja muzyczna Programu Trzeciego Polskiego Radia.
Znani redaktorzy muzyczni  Wojciech Mann wspólnie z Anną Gacek, Marek Gaszyński, Piotr Kaczkowski, Marek Niedźwiecki, Piotr Stelmach, Korneliusz Pacuda i Piotr Metz prezentują w niej swoje ulubione gatunki muzyczne: utwory klasyki rocka i rocka alternatywnego, bluesowe i z pogranicza jazzu, a także muzyki country oraz rocka elektronicznego.
Na antenie Programu Trzeciego audycja nadawana była w latach 1977–2001, 2006–2007 i ponownie od 2010.